# Język luganda
Język luganda albo ganda – język z rodziny bantu, używany w Ugandzie, głównie przez lud Gandów w prowincji Buganda. W 1991 roku liczba mówiących wynosiła ok. 3 milionów. 
Od końca XIX wieku język luganda ma formę pisaną – w alfabecie łacińskim. W XX wieku powstała w nim bogata literatura (powieści, bajki, biografie). Obecnie język ten stosowany jest w szkolnictwie i środkach masowego przekazu, często w funkcji wehikularnej.